# Кави, Эммануэль
Эммануэль Кави или Комлан Кави (род. 3 марта 1970 года, Ломе,Того) — африканский художник, представитель современного искусства.
Его стиль, слияние изобразительного и абстрактного искусства, обозначается термином «флюизм».

## Биография
Художник-самоучка Эммануэль Кави начинал с черчения и иллюстраций. В 1987 году, в возрасте 17 лет, он выиграл национальный конкурс рисунков в Того.
Постепенно его стиль развивался в сторону абстрактного. В 2001 году он начал участвовать в выставках сначала в Западной Африке, а затем в Европе, где его стиль иногда называют «африканским кубизмом».
С 2006 года его стиль ещё более превратился в слияние абстракционизма и реализма. Он начал называть это «флюизм» (flouisme). В то же время он основал свою студию в Уагадугу, который он считал «перекрёстком африканского искусства».
С 2008 года он совершил несколько поездок во Францию, участвовал в выставках и выступал в нескольких культурных центрах.

## Творчество
Эммануэль Кави написал многочисленные работы, большинство из которых находятся в частных коллекциях.
Он работает без эскизов с использованием материалов, полученных из африканской почвы: пигментов, хны, песка, соломы и гравия. Он размещает цвета один за другим и постепенно, когда он смешивает инструменты (кисти, ножи, пальцы) и методы (стирание, коллаж, водяная струя…), создаётся его произведение.
Его любимые темы — повседневная жизнь, человеческие взаимодействия, природа, духовность и дети.
Он иногда использует в своей работе племенные символы и знаки, особенно связанные с догонами из Мали.
Из-за их конструкции, рельефа и конкретных методов работы Эммануэля Кави имеют много разных аспектов, вызывая появление новых объектов в зависимости от света и угла зрения. Кави использует термин «flouisme» для описания этого феномена постепенного откровения.

## Выставки
- 2001: Espace Zaka (Буркина-Фасо)
- 2002 год: Центр американской культуры (Мали)
- 2003: Espace Gondwana (Буркина-Фасо)
- 2005: Galerie Villa Sikandra (Буркина-Фасо)
- 2006: Лозанна (Швейцария)
- 2006: Galerie Huijs Basten Asbeck (Нидерланды)
- 2007: Аукционная распродажа «Devoir de mémoire» в галерее Tajan — Париж (Франция)
- 2009: Выставка на вилле Sikandra во время первого фестиваля пластических искусств в Уагадугу (Буркина-Фасо)
- 2010: Выставка в Ménilmuche — Париж (Франция)
- 2012: Выставка в Сен-Блимон в Оффеу, в Château des lumières
- 2012: Выставка в Международном салоне искусств d’Ouagadougou (Буркина-Фасо)